# O ewiges Feuer, o Ursprung der Liebe, BWV 34
O ewiges Feuer, o Ursprung der Liebe, BWV 34 (Oh eterno fuego, oh fuente del amor) es una cantata de iglesia escrita por Johann Sebastian Bach en Leipzig para el primer día de Pentecostés. La fecha de estreno de la obra no se conoce, pero seguramente fue en 1746 o antes.

## Historia
Bach compuso esta obra durante su estancia como Thomaskantor en Leipzig para el primer día de la festividad de Pentecostés. Se trata de una adaptación de una cantata profana escrita previamente, BWV 34a, que alcanzó su forma definitiva en Leipzig en 1740 o hacia 1746. La fecha de estreno de la obra no se conoce, pero seguramente fue en 1746 o antes.

## Análisis

### Texto
Las lecturas establecidas para ese día eran de los Hechos de los Apóstoles, la venida del Espíritu Santo (Hechos 2:1-13), y del evangelio según San Juan, Jesús anunciando en su discurso de despedida la futura venida del Espíritu Santo (Juan 14:23-31). Los textos son de autoría desconocida.

### Instrumentación
La obra está escrita para tres solistas vocales (alto, tenor y bajo) y un coro a cuatro voces (SATB); dos oboes, dos flauti traversi, timbales (tamburi), tres trompetas en re, dos violines, viola y bajo continuo.

### Estructura
Consta de cinco movimientos.
1. Coro: O ewiges Feuer, o Ursprung der Liebe
2. Recitativo (tenor): Herr, unsre Herzen halten dir
3. Aria (alto): Wohl euch, ihr auserwählten Seelen
4. Recitativo (bajo): Erwählt sich Gott die heilgen Hütten
5. Coro: Friede über Israel

El coro inicial presenta la imagen de la eterna llama celestial. El ritornello instrumental se compone de una entrada sostenida trompeta, cuerdas activas y "parpadeantes" oboes, tambores y trompetas. A diferencia de la mayoría de los movimientos da capo, este ritornello aparece únicamente al comienzo y al final. Cada voz entra en una nota larga, imitando a la trompeta y presentando la noción de "Amor Divino eterno brillando a través de las llamas continuas de la consagración". La sección central desarrolla estos temas en tonalidades menores antes de que el ritornello vuelva a retomar la sección A.
Los dos recitativos (los movimientos 2 y 4, para tenor y bajo respectivamente) son bastante similares en carácter: adoptan un tono autoritario, están en modo menor y comienzan con un pedal de bajo.
El aria para alto transmite imágenes de satisfacción mediante la incorporación de un ritmo cadencioso tipo berceuse, con violín obbligato y flauta en décimas y octavas. Va acompañado de un pedal de tónica en el bajo continuo. El aria está en forma ternaria adaptada.
El coral de cierre adopta el final del recitativo para bajo como su introducción. Los violines y oboes entonces tocan una figuración ascendente para introducir la nueva melodía. El movimiento está estructurado en forma de sección instrumental de doce compases, repetido con el coro, seguido por una sección instrumental de 31 compases, repetido con el coro.

## Discografía selecta
De esta pieza se han realizado una serie de grabaciones entre las que destacan las siguientes.
- 1950 – J.S. Bach: Cantatas BWV 34 & 56. Jonathan Sternberg, Wiener Kammerchor, Wiener Symphoniker (Bach Guild, Artemis Classics)
- 1958 – J.S. Bach: Cantatas BWV 187 & 34. Diethard Hellmann, Kantorei & Kammerorchester of Christuskirche Mainz (Cantate)
- 1961 – Les Grandes Cantates de J.S. Bach Vol. 8. Fritz Werner, Heinrich-Schütz-Chor Heilbronn, Pforzheim Chamber Orchestra (Erato)
- 1972 – Die Bach Kantate Vol. 36. Helmuth Rilling, Gächinger Kantorei, Bach-Collegium Stuttgart (Hänssler)
- 1973 – J.S. Bach: Das Kantatenwerk Vol. 2. Nikolaus Harnoncourt, Wiener Sängerknaben, Chorus Viennensis, dir. Hans Gillesberger, Concentus Musicus Wien (Teldec)
- 1975 – Bach Cantatas Vol. 3. Karl Richter, Münchener Bach-Chor, Münchener Bach-Orchester (Archiv Produktion)
- 1981 – J.S. Bach: Cantatas BWV 11 & 34. Philip Ledger, King's College Choir Cambridge, English Chamber Orchestra (HMV)
- 1990 – Bach: Cantatas 34, 50, 147. Harry Christophers, The Sixteen (Collins Classics)
- 1999 – J.S. Bach: Whitsun Cantatas. John Eliot Gardiner, Monteverdi Choir, English Baroque Soloists (Archiv Produktion)
- 1999 – J.S. Bach: Kantaten. Karl-Friedrich Beringer, Windsbacher Knabenchor, Deutsche Kammer-Virtuosen Berlin (Rondeau Production)
- 2000 – Bach Cantatas Vol. 26. John Eliot Gardiner, Monteverdi Choir, English Baroque Soloists (Soli Deo Gloria)
- 2000 – Bach Edition Vol. 21: Cantatas Vol. 12. Pieter Jan Leusink, Holland Boys Choir, Netherlands Bach Collegium (Brilliant Classics)
- 2001 – J.S. Bach: Complete Cantatas Vol. 21. Ton Koopman, Amsterdam Baroque Orchestra & Choir (Antoine Marchand)
- 2001 – J.S. Bach: The Ascension Oratorio and Two Festive Cantatas. Greg Funfgeld, Bach Choir of Bethlehem, The Bach Festival Orchestra (Dorian)
- 2005 – Eröffnungskonzert zum Bachfest Leipzig 2005 "Bach und die Zukunft”. Georg Christoph Biller, Thomanerchor, Akademie für Alte Musik Berlin, Matthias Rexroth, Martin Petzold, Matthias Weichert (MDR Figaro)
- 2007 – Thomanerchor Leipzig, Das Kirchenjahr mit Bach, Vol. 7: BWV 34, 74, 172. Georg Christoph Biller, Thomanerchor, Gewandhausorchester Leipzig (Rondeau Production)
- 2009 – J.S. Bach: Kantate BMV 34. Rudolf Lutz, Vokalensemble der Schola Seconda Pratica, Schola Seconda Pratica (Gallus Media)